# Christa Rigozzi
Christa Rigozzi a été élue Miss Suisse à l'âge de 23 ans le 9 septembre 2006, succédant à Lauriane Gilliéron.
Elle étudie la criminologie et le droit pénal à Berne. Elle est née le 2 mai 1983, mesure 170 cm et affiche 88-61-92.